# 貝月山
貝月山（かいづきやま）は、岐阜県揖斐郡揖斐川町 にある伊吹山地の標高1,234 mの山。

## 概要
山域は揖斐関ヶ原養老国定公園の指定を受けている。東西に連なる尾根上に2つのピークがあり、西側が最高峰の本貝月、東側が小貝月（前貝月、標高1,226 m）と呼ばれている。全山花崗岩からなる。貝月山を中心とする貝月山岩体と鍋倉山の三田倉谷の三田倉谷岩体は、貝月山花崗岩（東西約14 km、南北約14 km）と呼ばれている。その生成-固結年代は1億年-9千万年前（中生代白亜紀）と推定されている。貝月山岩体は、粗粒、等粒状、一部斑状の角閃石含有黒雲母花崗岩と花崗閃緑岩などで構成されている。ぎふ百山 の一つに選定されている。東山麓には長者平キャンプ場があり、「森の文化博物館」が併設されている。山麓周辺の山中ではかつて炭焼が行われていて、多くのその窯跡が残されている。南東山麓の揖斐川町春日美束種本にある「熊野神社のアラカシ」は、1977年（昭和52年）11月18日に県の天然記念物の指定を受けた。
1985年に北側の山域で久瀬村により、ハイキング、キャンプ、スキー（揖斐高原スキー場）、パラグライダーなどのアウトドアのフィールドとして「揖斐高原貝月リゾート」が開設された。1993年に北西山腹の品又川上流部（揖斐川町坂内坂本字品又）に、岐阜県により「揖斐高原　坂内の森」が整備された。山頂部の北東面は鳥獣保護区、特別保護地区の指定を受けている。

## 登山

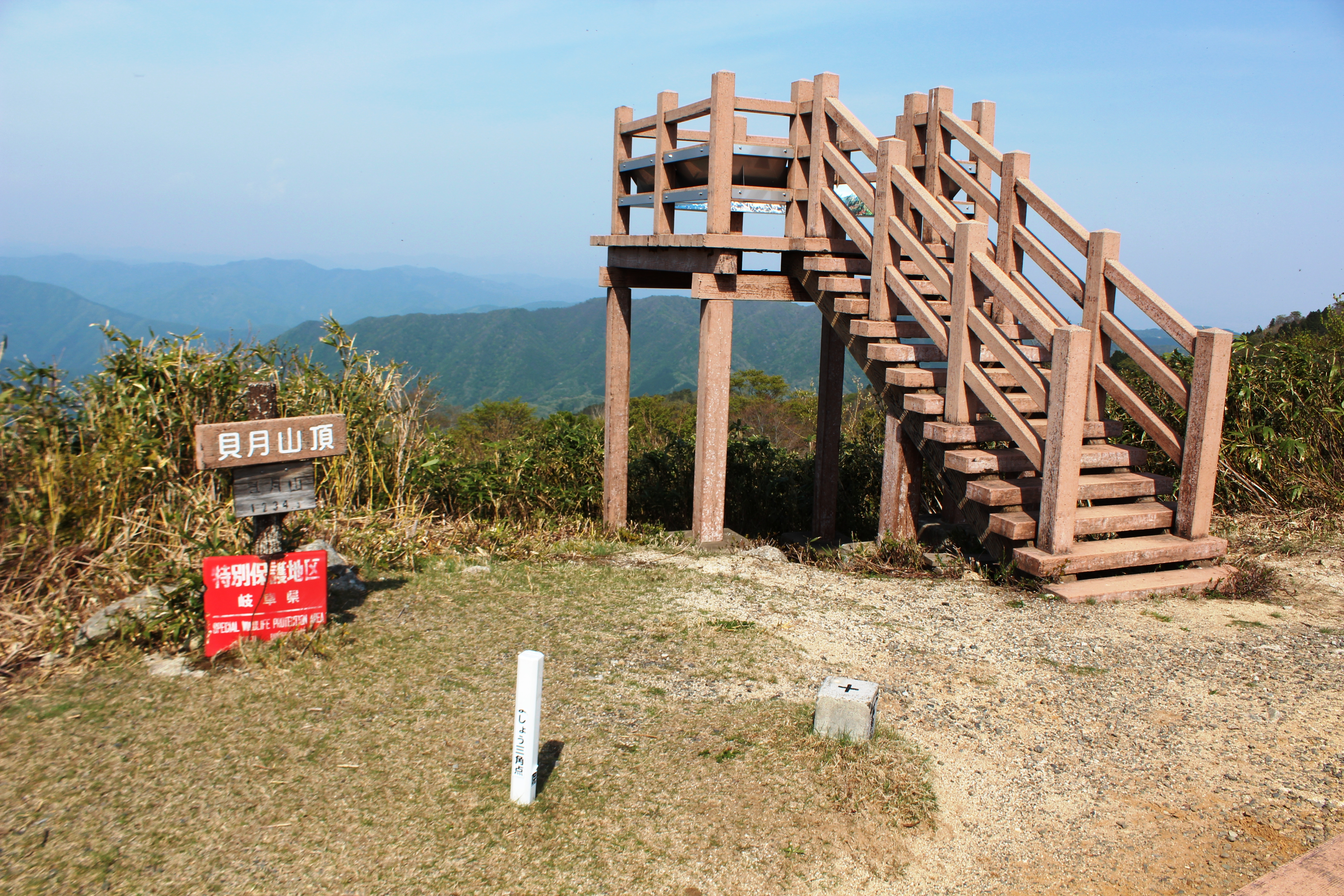
貝月山頂上の三角点と展望台

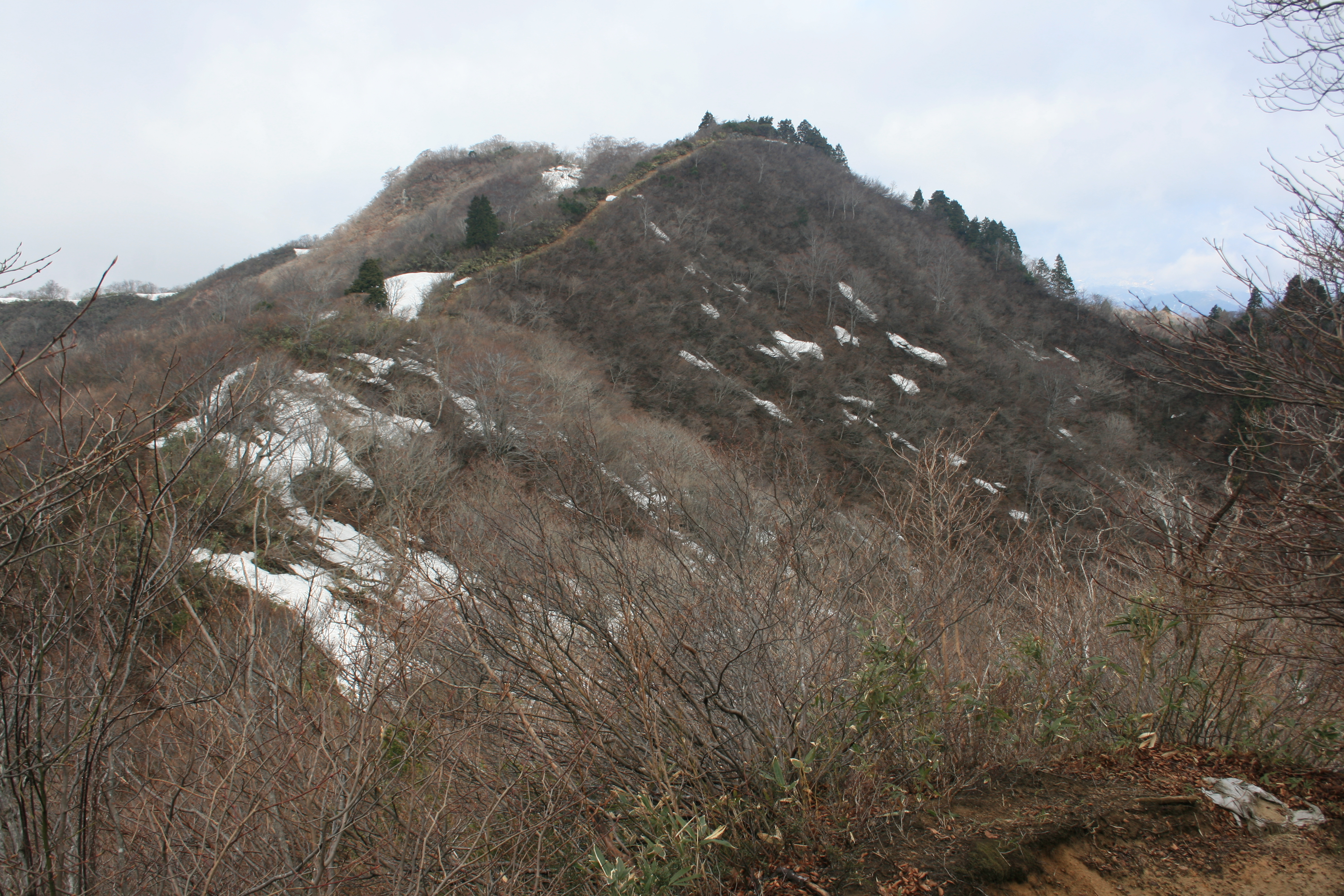
小貝月山から望む山頂部の登山道

以下の三つのルートの登山道が開設されている。登山適期は積雪量が少ない4-11月で、日帰りの登山やハイキングとして登られることがある奥美濃でポピュラーな山の一つ。山頂には、二等三角点（点名「又品」）、石組のテーブルとベンチ、展望台が設置されている。4月中旬ごろにヤマザクラ、5-6月ごろに新緑、10月末-11月初旬ごろに紅葉が見頃。山頂部の稜線上にはシャクナゲの群生地と「江美の池」がある。山頂の展望台からは、伊吹山、小津権現山などの周辺の山並みや御嶽山、乗鞍岳、白山などの遠景の山を望むことができる。

### 長者の里からのルート
長者の里を起点とする東側からのルートで前半は谷筋のルート。登山口の少し先にナラの木が7-8本生えた願い事がかなうと伝えられている「長者岩」があり、小さな祠に地蔵尊が祀られている。登山道脇の牧野尾谷には少将淵と三段ノ滝の滝があり、その先に昔話で伝えられている「犬の隠れ岩」がある。
- 長者の里 - 長者の里キャンプ場 - 長者岩 - 少将淵 - 三段ノ滝 - 犬の隠れ岩 - 尾根合流点 - 小貝月山(1,226 m) - 貝月山(1,234 m)

### ヒフミ新道
揖斐高原スキー場を起点とする北側からの登山道で、ヒフミ新道は貝月山の標高に因む。スキー場上部のリフト終点には避難小屋と展望台が設置されている。初夏にはサラサドウダンやヤマボウシなどの花が見られる。
- 揖斐高原スキー場 - 尾根合流点 - 小貝月山(1,226 m) - 貝月山(1,234 m)

### ふれあいの森公園からのルート
ふれあいの森公園を起点とする北西側からのルートで、山頂へ至る最短のルート。途中で尾根のルートと林道の2ルートに分岐して、山頂付近で合流する。
- ふれあいの森公園 - 貝月山(1,234 m)

## 地理

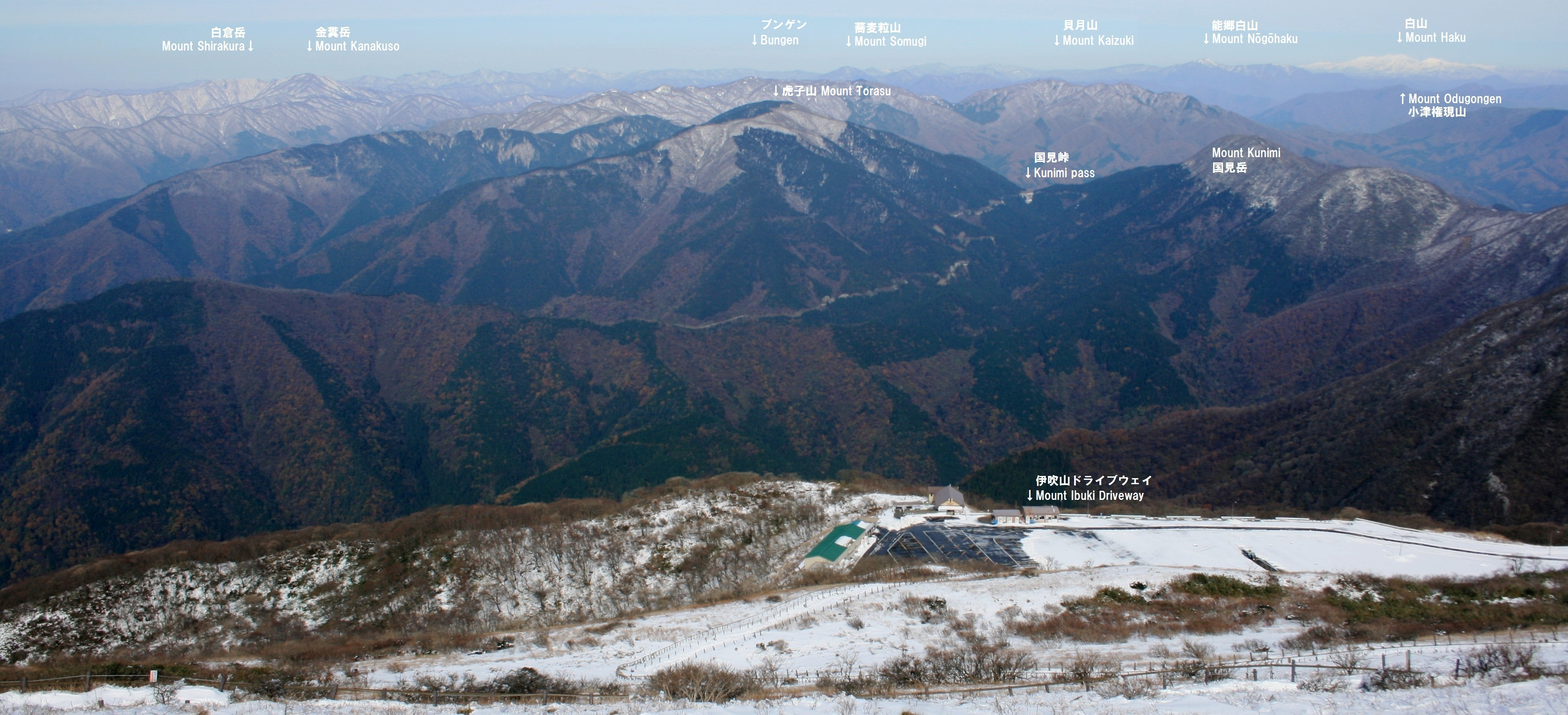
伊吹山から望む貝月山周辺の山並み

伊吹山地の南端の伊吹山から派生する岐阜県と滋賀県との県境の尾根上にあるブンゲン（別称：射能山、標高1,260 m）の北から東に派生する尾根上にある。

### 周辺の主な山
| 山容                                                                | 山名       | 標高(m)  | 三角点等級 基準点名 | 貝月山からの 方角と距離(km) | 備考                                    |
| ------------------------------------------------------------------- | ---------- | -------- | ------------------- | --------------------------- | --------------------------------------- |
| 貝月山から望む小津権現山（2011年4月29日）                           | 小津権現山 | 1,157.70 | 二等 「小津」       | 北東 11.0                   | 小津三山の南端                          |
| 貝月山から望む金糞岳（2017年3月28日）                               | 金糞岳     | 1,317    |                     | 北北西 8.5                  | 滋賀県の第2高峰                         |
| 小貝月山から望む鍋倉山（2018年4月28日）                             | 鍋倉山     | 1,049.78 | 三等 「前谷」       | 北北東 4.5                  | 東海自然歩道                            |
| 鍋倉山から望む貝月山（2011年4月30日）                               | 貝月山     | 1,234.20 | 二等 「品又」       | 0                           | 揖斐関ヶ原養老国定公園                  |
| 貝月山から望む伊吹山、手前に国見岳と国見岳スキー場（2017年3月28日） | 伊吹山     | 1,377.33 | 一等 「伊吹山」     | 南 11.2                     | 滋賀県最高峰 日本百名山、新・花の百名山 |
| 伊吹山から望む池田山（2012年10月12日）                              | 池田山     | 923.72   | 二等 「池田山」     | 南東 12.1                   | 池田の森                                |

### 周辺の峠
- 日坂越 - 山頂の東北東3.6 km、貝月山と鍋倉山との鞍部。
- 日坂峠 - 山頂の北2.6 kmにある峠。
- 品又峠 - 山頂の西2.0 km、ブンゲンと品又山（標高1,045.6 m）[16] との鞍部。奥伊吹スキー場の東端にある。
- 国見峠 - 山頂の南5.7 kmの国見岳と虎子山との鞍部、標高約840 m、岐阜県道32号春日揖斐川線と滋賀県道・岐阜県道40号山東本巣線を結ぶ林道が通る。伊吹北尾根の登山道の登山口。

### 源流の河川

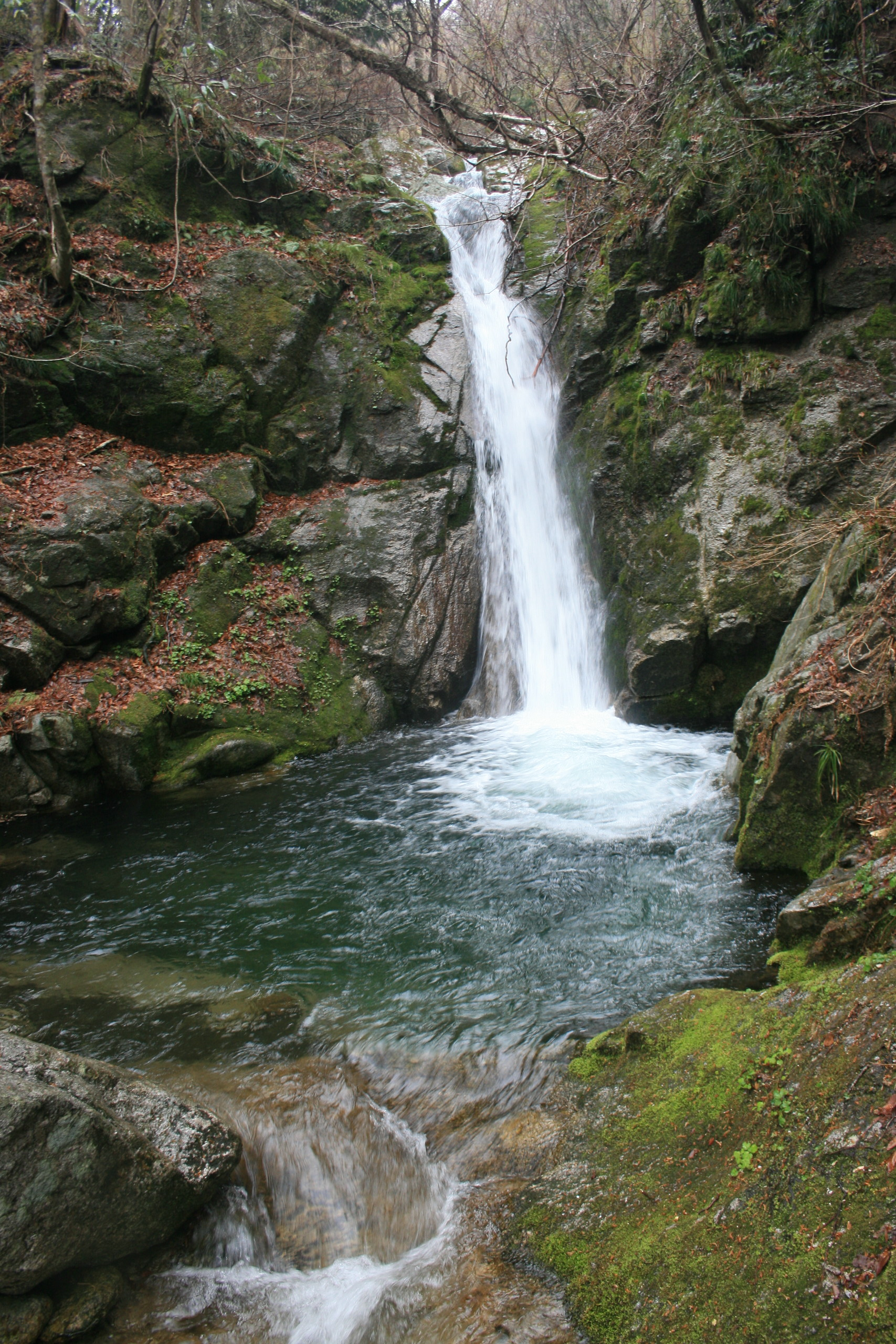
東山腹の牧野尾谷にある滝「少将淵」

揖斐川の以下の支流を源とする山で、太平洋側の伊勢湾へ流れる。牧野尾谷には少将淵（しょうしょうふち）と三段ノ滝の滝がある。
- 貝月谷、和佐谷 - 日坂川の支流
- 品俣谷 - 坂内川の白川の支流
- 表川の牧野尾谷、正面谷、吹谷、東谷 - 粕川の支流

### 周辺のスキー場
周辺には以下のスキー場がある。
- 揖斐高原スキー場 - 貝月山の北面にある。
- グランスノー奥伊吹 - 貝月山の西側のブンゲンの北西面にある。
- 春日長者平スキー場 - 2008年に閉鎖された。貝月山の南東面に開設されていた。
- 国見峠スキー場 - 貝月山の南側の虎子山の北面にある。

### 交通・アクセス
山域の北側に国道303号が通り、貝月山の南麓の揖斐高原とを岐阜県道274号揖斐高原線が結ぶ。北山麓の日坂川沿いに岐阜県道40号山東本巣線が通る。北東山麓に東海自然歩道が通る。南麓の揖斐川町春日美束まで岐阜県道32号春日揖斐川線が通り、北側の岐阜県道40号山東本巣線とを結ぶ東山麓を通る道路がある。養老鉄道養老線揖斐駅の西北西15 kmに位置し、JR西日本の北陸本線木ノ本駅の東18 kmに位置する。名神高速道路関ヶ原インターチェンジの北北西19 kmに位置する。

## 貝月山の風景
ウィキメディア・コモンズには、貝月山から眺望に関するカテゴリがあります。

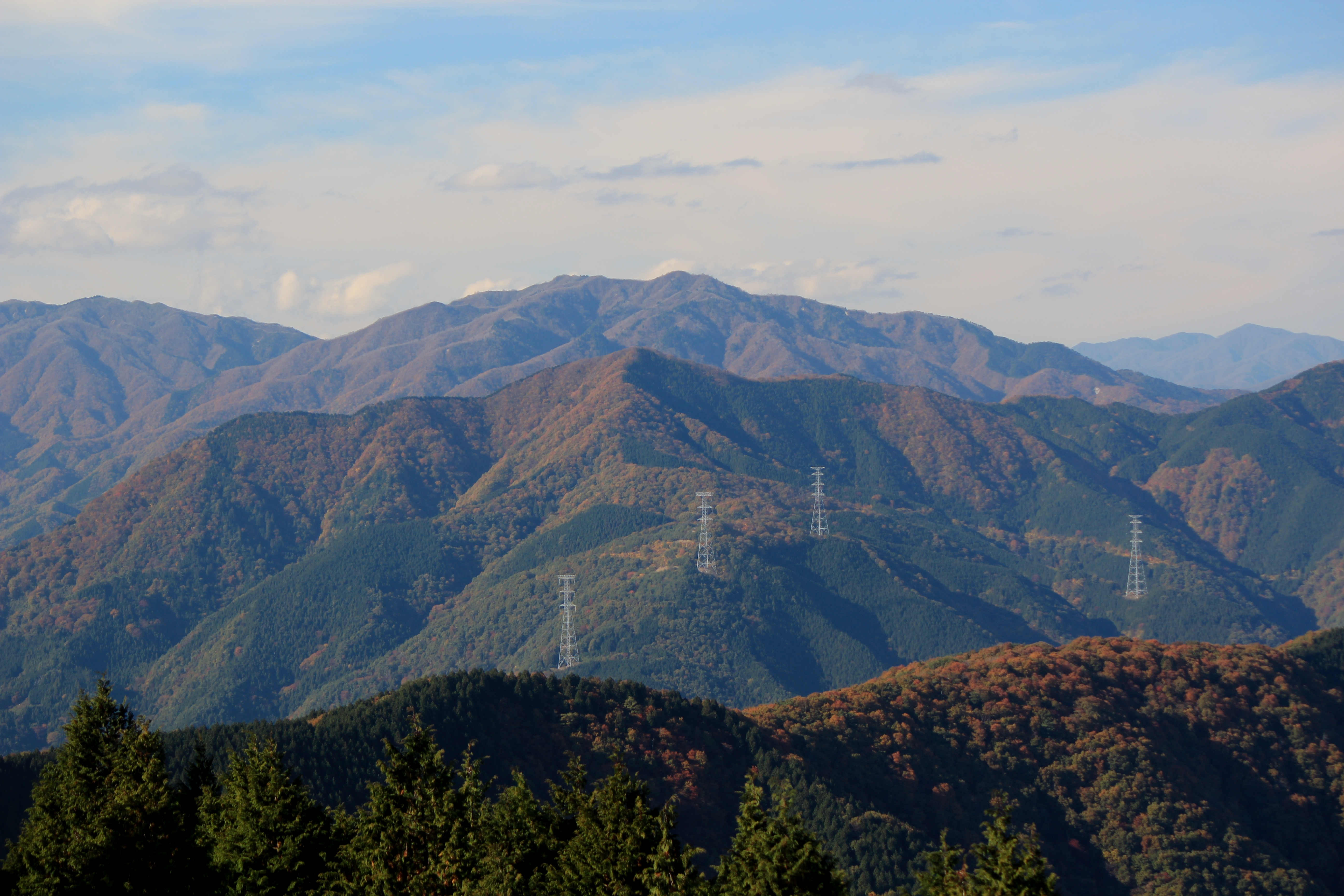
東方の池田山から望む貝月山、手前に鎗ヶ先山 （2013年11月14日）
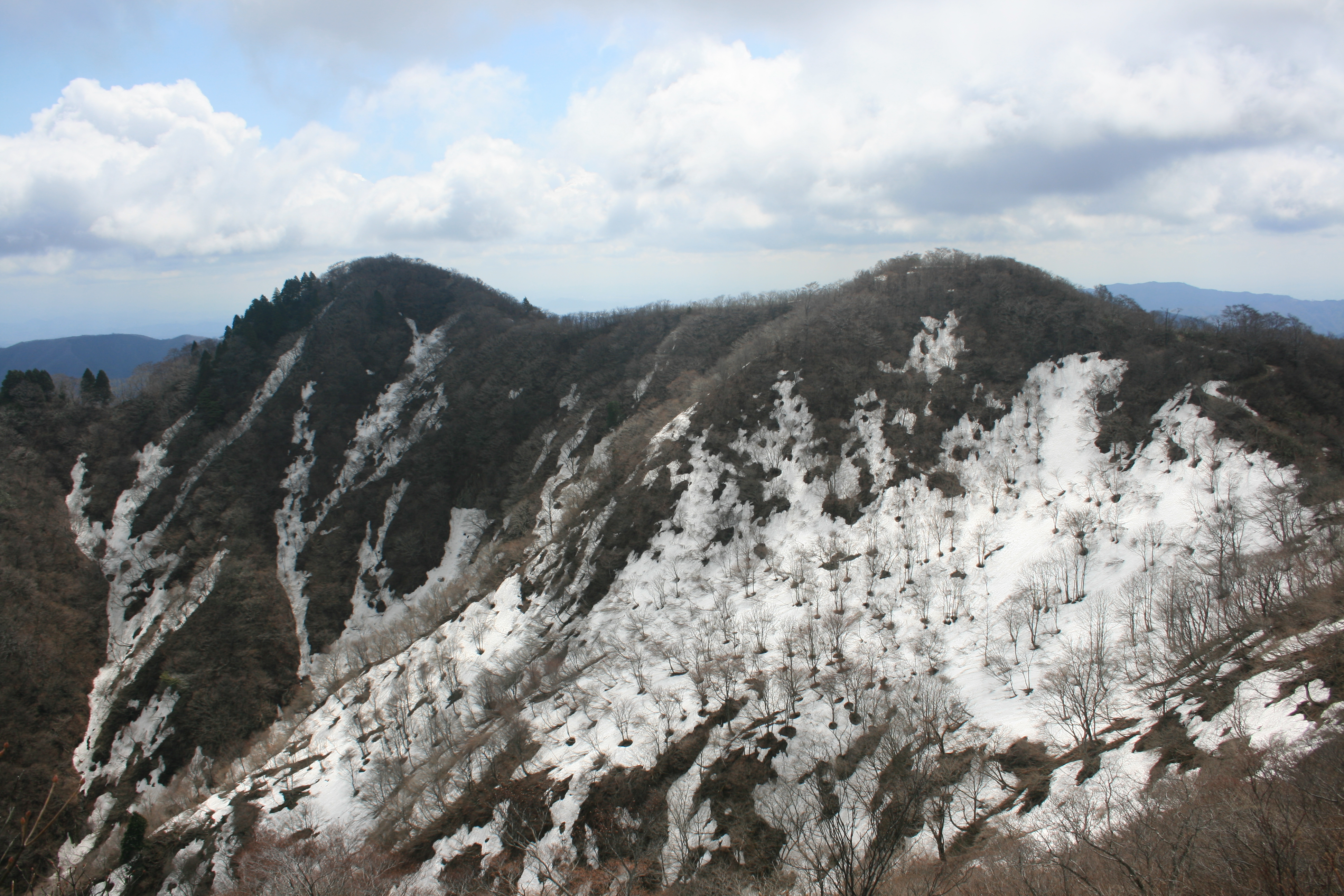
貝月山から望む小貝月山 （2011年4月29日）
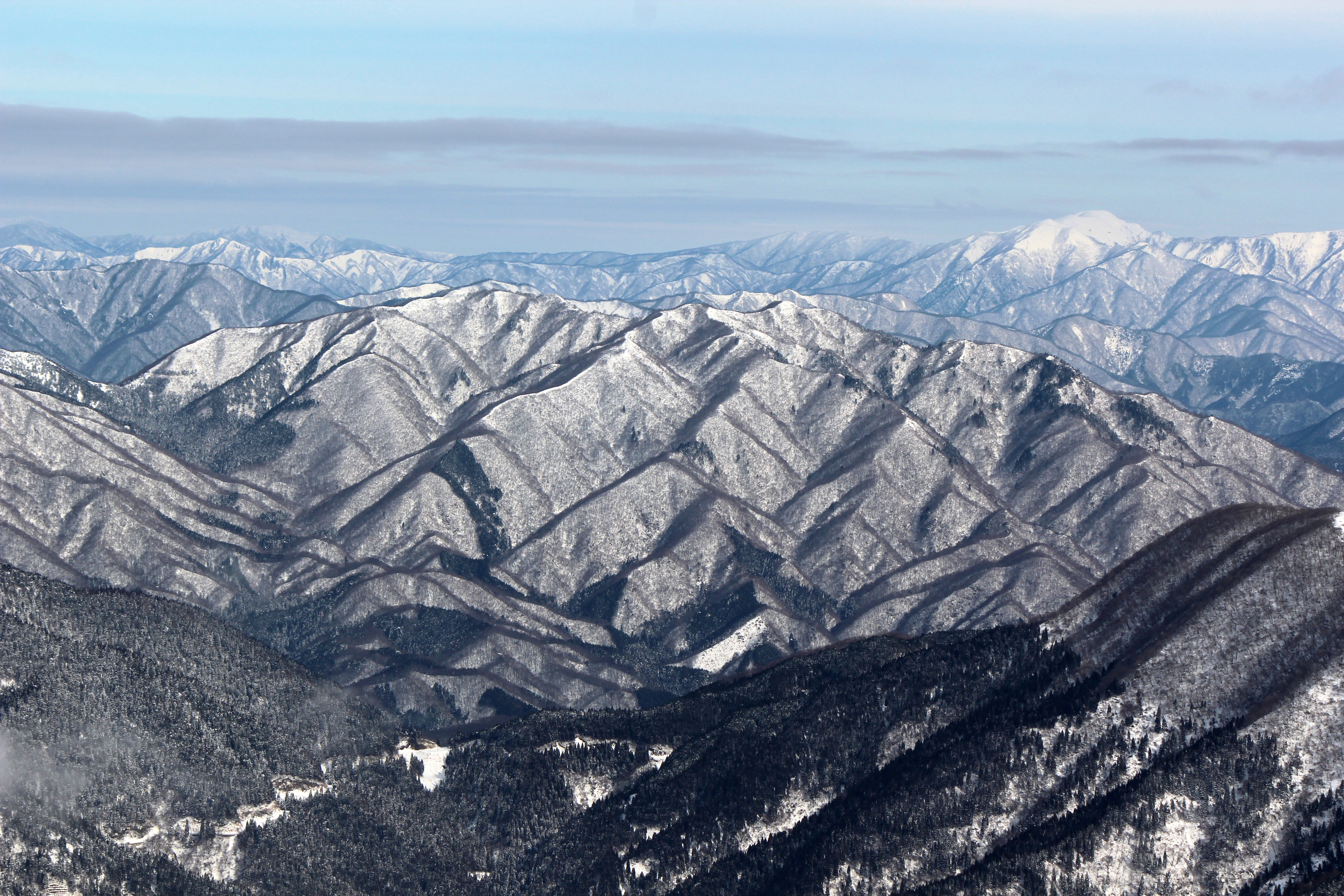
南方の伊吹山から望む貝月山、その右奥に能郷白山 （2013年1月5日）
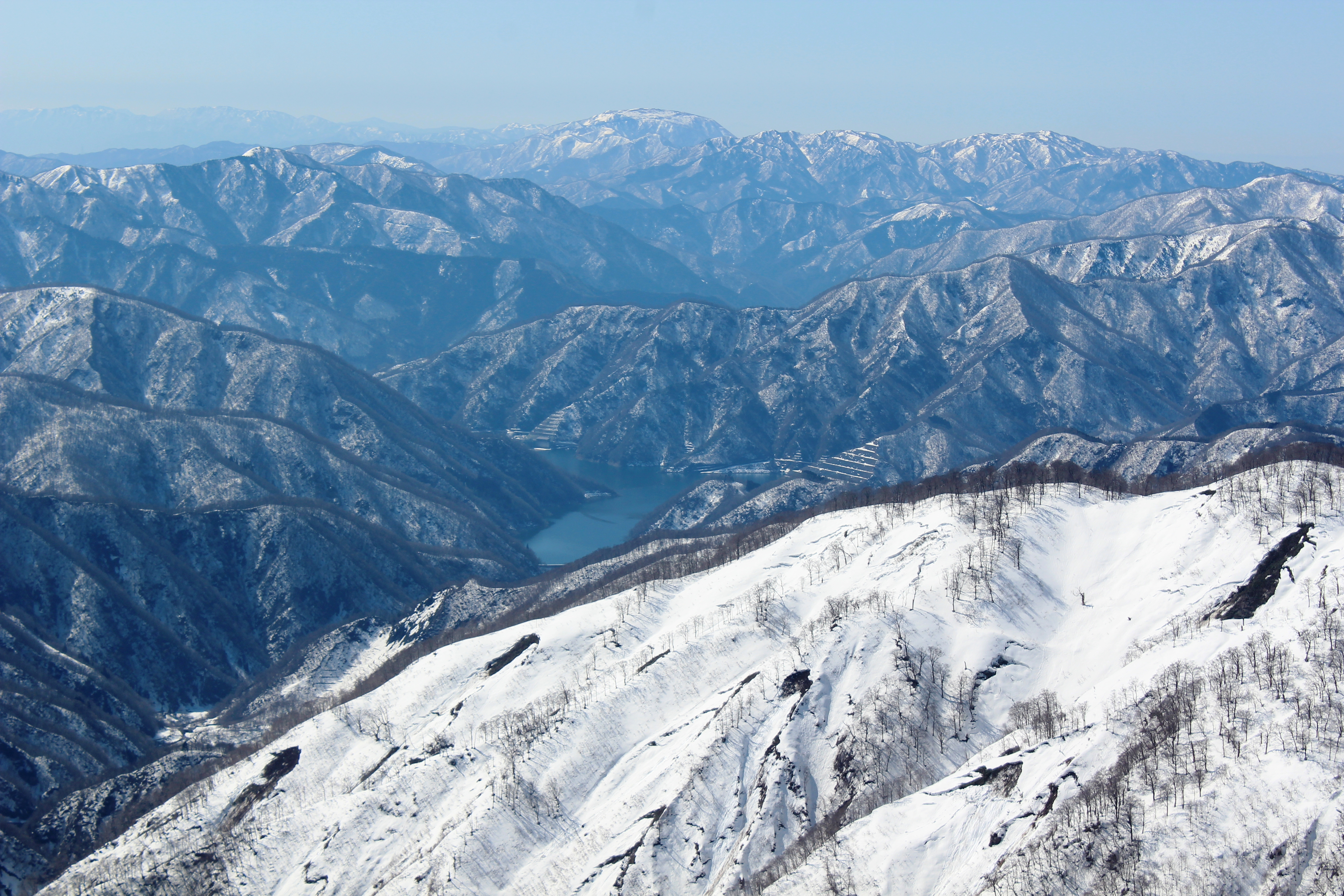
北方の能郷白山から望む貝月山周辺の山並み （2013年3月12日）
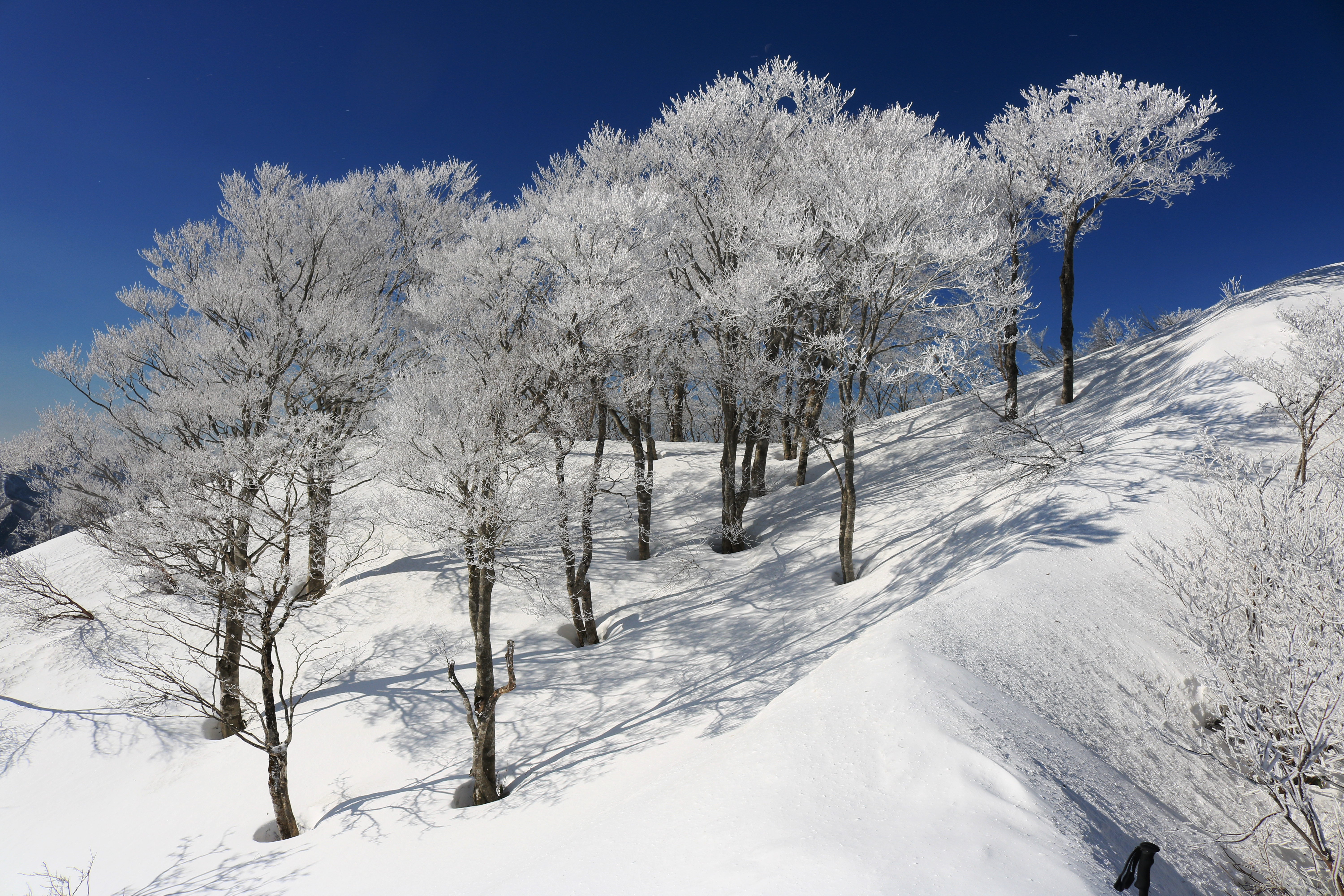
ブナ林の霧氷